# Марцинково-Гурне
Марцинково-Гурне (пол. Marcinkowo Górne) — деревня в Гмине Гонсава Жнинского повята, Куявско-Поморского воеводства, на севере центральной Польши.